# Amadou & Mariam
 (транскр.  Амаду и Маријам) малијски је музички дуо. Основан је 1974. у Бамаку. Чине је вокалиста и гитариста Амаду Багајоко (24. октобар 1954 — 4. април 2025) и вокалисткиња Маријам Думбија (15. април 1958), који су брачни пар. С обизром да су обоје потпуно слепи, познати су као „слепи пар из Малија”. Били су номиновани за награду Греми.
Амаду је изгубио вид са 16 година, док је Маријам ослепела са 5 година као последица нелечених малих богиња. Упознали су се у Институту за младе слепе у Малију и открили да их спаја интересовање за музику.

## Дискографија
Студијски албуми
- (1998)
- (1999)
- (2000)
- (2002)
- (2004)
- (2008)
- (2012)
- (2017)